# Хуан Карлос Медіна
Хуан Карлос Медіна (ісп. Juan Carlos Medina, нар. 22 серпня 1983, Торреон) — мексиканський футболіст, правий півзахисник клубу «Америка» та національної збірної Мексики.

## Клубна кар'єра
У дорослому футболі дебютував 2003 року виступами за команду клубу «Атлас», в якій провів п'ять сезонів, взявши участь у 160 матчах чемпіонату. Більшість часу, проведеного у складі «Атласа», був основним гравцем команди.
Своєю грою за цю команду привернув увагу представників тренерського штабу клубу «Америка», до складу якого приєднався 2008 року. Відіграв за команду з Мехіко наступний сезон своєї ігрової кар'єри.
Згодом з 2009 по 2011 рік грав на умовах оренди у складі команд клубів «Монтеррей» та «Сан-Луїс».
До складу клубу «Америка» повернувся 2011 року. Відтоді встиг відіграти за команду з Мехіко 92 матчі в національному чемпіонаті.

## Виступи за збірну
2007 року дебютував в офіційних матчах у складі національної збірної Мексики. Наразі провів у формі головної команди країни 7 матчів.
У травні 2014 року був влкючений до заявки збірної для участі у тогорічному чемпіонаті світу, проте згодом отримав травму та був замінений у заявці Мігелєм Понсе.

## Титули і досягнення
- Бронзовий призер Панамериканських ігор: 2003